# Карлос Меса
Карлос Дієго Меса Гісберт (ісп. Carlos Diego Mesa Gisbert; нар. 12 серпня 1953) — болівійський журналіст, політик та історик, президент країни з 17 жовтня 2003 до 6 червня 2005 року.

## Журналістика
1975 року очолив Болівійський фільмофонд. З 1979 року працював журналістом.
Був заступником головного редактора газети «Ультіма ора», редактором каналу 6 «Америка телевісьйон» та каналу 2 «Болівійська телесистема».
1990 року Карлос Меса став засновником і головним редактором компанії «Об'єднання тележурналістів», перетвореної 1998 року на «Телевізійну мережу».
Його програма політичних інтерв'ю «Обличчям до обличчя» виходила в ефір понад 19 років.
Разом із Хіменою Вальдівія був продюсером фільму «Йона та рожевий кит» 1995 року.

## Політична діяльність
2002 року переміг на загальних виборах як кандидат у віце-президенти в уряді Гонсало Санчеса де Лосади.
Карлос Меса став президентом в результаті відставки останнього після інциденту з розгоном армією та поліцією акцій протесту в столиці Болівії.
Карлос Меса займав в уряді де Лосади пост віце-президента й отримав президентські повноваження автоматично через відставку чинного президента відповідно до конституції.

## Кінодокументалістика
Спільно з Маріо Еспіносою автор понад п'ятдесяти документальних фільмів у жанрі історико-журналістського репортажу.
- «Всемогутній: між небом і пеклом» (1998)
- «Війна Чако» (1992),
- «Чому Пас Самора?» (1994),
- «Болівія, XX століття» (2001),
- «Пас Естенсоро: політика — мистецтво можливого» (2001).